# Alexis-Marie Piaget

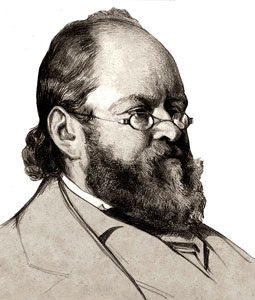
Alexis-Marie Piaget (1848)

Alexis-Marie Piaget (* 18. Juli 1802 in Lyon; † 1. Juli 1870 in Neuenburg) war ein Schweizer Politiker. Er gehörte zu den treibenden Kräften der anti-preussischen Revolution von 1848 im Kanton Neuenburg und leitete die provisorische Übergangsregierung. Anschliessend amtierte er bis 1869 als Staatsrat und prägte massgeblich die Neuenburger Gesetzgebung. Von 1854 bis 1869 gehörte er dem Nationalrat an.

## Biografie
Piaget war der Sohn eines aus Les Bayards stammenden Kaufmanns, der geschäftlich oft in Frankreich weilte. Seine Kindheit verbrachte er in Lyon. Er studierte an der dortigen Universität und auch in Paris. 1821 schloss er das Baccalauréat in Geisteswissenschaften ab, 1824 in Jura. Ein Anwaltspraktikum in Lyon brach er 1828 ab und war daraufhin als Drucker und Lithograf tätig. Im selben Jahr übernahm er in Paris die Leitung eines lithografischen Ateliers, 1830 war er unmittelbar an der Julirevolution beteiligt. Piaget verliess Frankreich 1835 und kehrte in seine engere Heimat zurück. Er liess sich in La Chaux-de-Fonds nieder, wo er als Rechtsanwalt arbeitete und in liberalen Kreisen verkehrte.
1847 wurde Piaget in den Corps législatif gewählt, dem Parlament des von Preussen regierten Kantons Neuenburg. Nachdem die von Fritz Courvoisier und Ami Girard angeführten republikanischen Milizen am 1. März 1848 das Schloss Neuenburg besetzt und die Regierung des Statthalters Ernst von Pfuel abgesetzt hatten, übernahm Piaget den Vorsitz der zehnköpfigen provisorischen Übergangsregierung. Drei Wochen später wählte ihn das Volk in den Verfassungsrat, dem fast ausschliesslich republikanisch Gesinnte angehörten. Piaget gilt als Hauptautor der liberalen Neuenburger Kantonsverfassung von 1848, die das Staatswesen auf eine völlig neue Grundlage stellte.
Ebenfalls 1848, nach Annahme der Verfassung durch das Volk, wurde der gemässigte Radikale Piaget in den Grossen Rat und in den Staatsrat gewählt. Die Kantonsregierung präsidierte er bis 1860 und nochmals 1863 sowie 1869. Während dieser Zeit leitete er das Justizdepartement, später das Departement des Äusseren. Piaget kandidierte mit Erfolg bei den Nationalratswahlen 1854, viermal in Folge gelang ihm problemlos die Wiederwahl. Er überstand den royalistischen Putschversuch im Jahr 1856 (Neuenburgerhandel) und 1857 war er am Abschluss des Vertrags von Paris beteiligt, mit dem der preussische König Friedrich Wilhelm IV. auf alle Ansprüche im Kanton Neuenburg endgültig verzichtete. Im Grossen Rat war Piaget bis 1858 vertreten, 1869 trat er als Staatsrat und Nationalrat zurück.
Piaget entfaltete eine umfangreiche gesetzgeberische Tätigkeit. Er verfasste zwischen 1848 und 1850 die Gesetze zum Hypothekarwesen und 1851/52 jene zur Säkularisierung des Zivilstands und zur Reorganisation des Justizapparats. Ebenso war er 1855 an der Ausarbeitung des Strafgesetzbuches beteiligt. Das zwischen 1853 und 1855 von ihm redigierte Zivilgesetzbuch bildete die erste offizielle und schriftliche Vereinheitlichung des Neuenburger Privatrechts. Es blieb bis 1912 in Kraft, als es durch das schweizweit gültige Zivilgesetzbuch abgelöst wurde.